# ウィリアム・フレミング (聖職者)
ウィリアム・フレミング（英語: William Fleming、1710年頃 – 1743年3月17日）は、イングランド国教会の聖職者。1735年から1743年までカーライル大執事を務めた。

## 生涯
第2代準男爵サー・ジョージ・フレミングとキャサリン・ジェファーソン（Catherine Jefferson、1679年頃 – 1736年5月1日、ロバート・ジェファーソンの娘）の一人息子として、1710年頃に生まれた。
1727年4月20日にオックスフォード大学クイーンズ・カレッジに入学、1731年2月17日にB.A.の学位を、1733年にM.A.の学位を修得した。1742年にはB.C.L.とD.C.L.の学位を授与された。
1735年1月27日にカーライル大執事に任命され、以降1743年まで務めた。
1743年3月17日に死去した。

## 家族
1739年12月27日にドロシー・ウィルソン（Dorothy Wilson、ダニエル・ウィルソンの娘）と結婚、1女をもうけた。
- キャサリン - トマス・エイズコー(Thomas Ayscough)と結婚[2]